# 頴田町
頴田町（かいたまち）は、福岡県の中央部に位置していた町である。嘉穂郡に属しており、筑豊を構成する自治体の一つであった。
2006年3月26日、隣接する飯塚市・穂波町・筑穂町・庄内町と対等合併し、新市制による飯塚市となった。町役場は現在、飯塚市役所頴田支所となっている。

## 地理
- 河川：遠賀川、庄内川
- 峠：烏尾峠

## 歴史
- 1889年4月1日 - 町村制施行により、嘉麻郡勢田村、口原村、鹿毛馬村、佐与村の区域をもって頴田村として発足。
- 1896年4月1日 - 郡の統合により、嘉穂郡頴田村となる[1]。
- 1959年1月1日 - 町制施行。頴田町となる。
- 2006年3月26日 - 新市制による飯塚市発足のため自治体廃止。

## 経済

### 産業
- かつては炭鉱が町の経済を支えていたが、現在ではすべて閉山しており、跡地を工業団地として再利用することで再生を図っている。

## 地域

### 教育

#### 小中学校
- 頴田町立頴田小学校
- 頴田町立頴田中学校

## 交通

### バス路線
- 西鉄バス筑豊
  - 飯塚市 - 頴田町 - 福智町 (赤池工業団地)

### 道路
町内に高速道路は通っていない。

#### 一般国道・主要地方道
- 国道200号（飯塚バイパス）
- 国道201号
- 国道211号
- 福岡県道62号北九州小竹線

## 名所・旧跡・観光スポット・祭事・催事
- 鹿毛馬神籠石（国の史跡）
- 久留米競輪場場外車券発売場（サテライト北九州）